# 72 (số)
72 (bảy mươi hai) là một số tự nhiên ngay sau 71 và ngay trước 73.